# Embalse Peñol-Guatapé
El embalse Peñol-Guatapé, en ocasiones llamado represa de Guatapé, es un embalse colombiano localizado en el oriente de Antioquia de las Empresas Públicas de Medellín. Para su construcción fue necesaria la demolición (literalmente) y desplazamiento del casco urbano de El Peñol, así como de diversas viviendas rurales, tanto en El Peñol como en Guatapé; de hecho, cubre la cuarta parte del territorio de Guatapé. Construido en dos etapas (la primera terminada en 1972 y la segunda en 1979), es el embalse de Colombia con mayor regulación. Los deportes náuticos se practican a diario en este lugar, además de paseos en lanchas a motor, motos acuáticas y yates. Es el cuerpo lacustre más extenso de Antioquia y uno de los ecosistemas lénticos más grandes de Colombia.